# Albert Davidson Michael
Albert Davidson Michael (* 5. Mai 1836 in London; † 29. Mai 1927) war ein britischer Zoologe, Spezialist für Milben. 
Er veröffentlichte Monographien über Hornmilben (Oribatida) und Tyriglyphidae (eine heute nicht mehr gebräuchliche Nomenklatur für Milben, die heute größtenteils zu Glycyphagoidea, Acaroidea und Anoetoidea gerechnet werden).
1893 bis 1896 war er Präsident der Royal Microscopical Society. Er war deren Fellow und Fellow der Linnean Society of London und der Zoological Society of London.

## Schriften
- British Oribatidae, Ray Society, 2 Bände, 1884, 1888
- Oribatidae, Das Tierreich, Berlin: Friedländer 1898
- British Tyriglyphidae, Ray Society, 2 Bände, 1901, 1903